# Dorcopsulus vanheurni
Dorcopsulus vanheurni là một loài động vật có vú trong họ Macropodidae, bộ Hai răng cửa. Loài này được Thomas mô tả năm 1922.